# Stethynium townesi
Stethynium townesi är en stekelart som beskrevs av Thuroczy 1983. Stethynium townesi ingår i släktet Stethynium och familjen dvärgsteklar. Inga underarter finns listade i Catalogue of Life.